# Пістолетна затворна рама

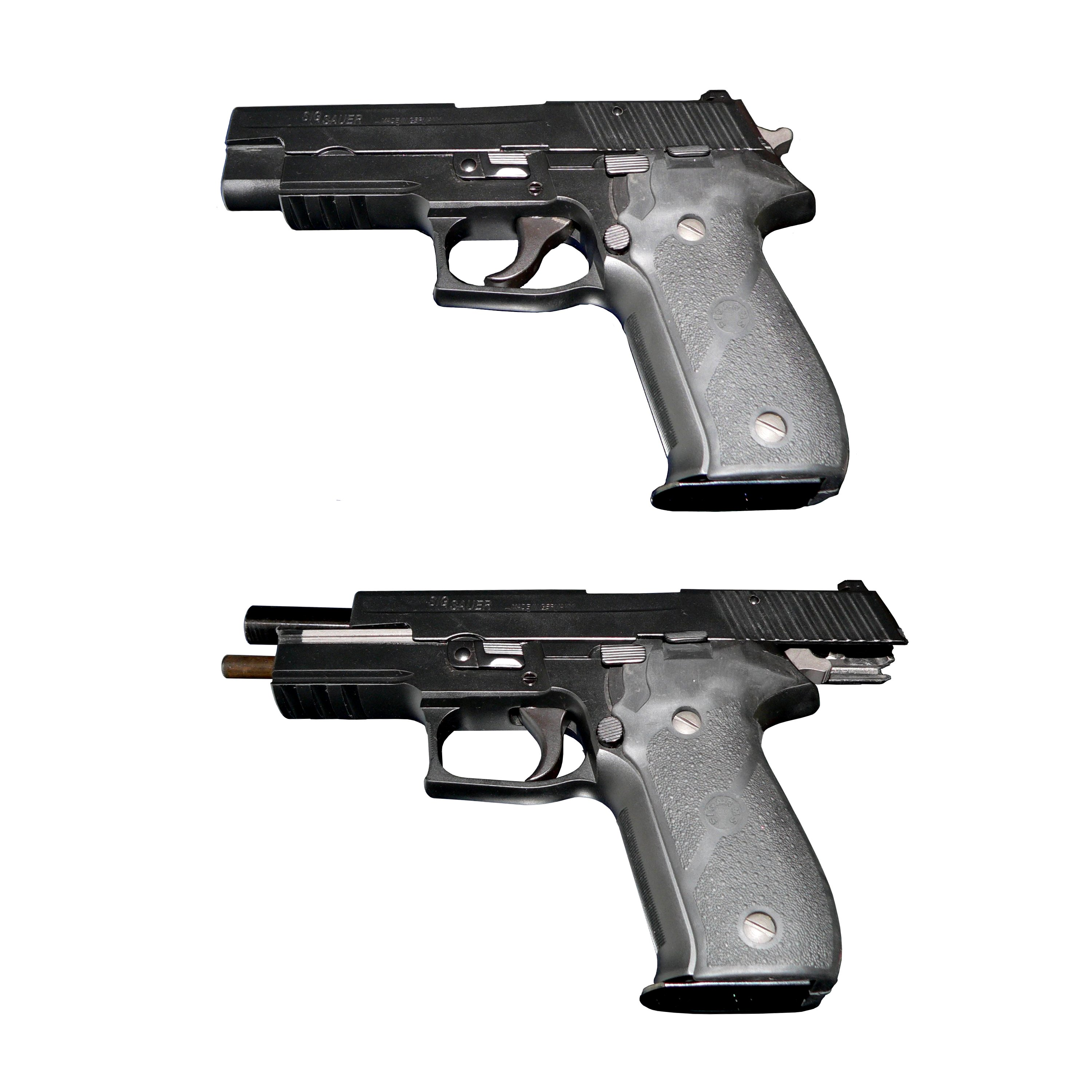
SIG Sauer P226 з закритою (згори) та відкритою (унизу) затворною рамою. На нижньому зображенні затворну раму утримує на місці затворна затримка.

Затворна рама є основною частиною автоматичного/самозарядного пістолета розташована у верхній частині, яка рухається («ковзає») за допомогою віддачі під час стрільби. Вона є частиною затворної групи і частково ствольної коробки, і зазвичай містить бойок/ударник, екстрактор, а також часто ствол, крім того на ній розташовуються мушка та оптичні приціли.
Завдяки віддачі з коротким ходом або руху вільного затвора, затворна рама рухається назад з кожним пострілом завдяки енергії газів, які розширюються через згоряння метального заряду (часто бездимного, дуже рідко чорного пороху). Оскільки затворна рама має пружину, у задній позиції, натяг пружини починає штовхати затворну раму назад у переднє положення. Зазвичай, при русі затворної рами відбувається три операції: екстрактор витягує з камори стріляну гільзу (яку потім зі зброї викидає ежектор), інерція затворної рами зводить курок/ударник готуючи зброю до наступного пострілу, а затвор досилає новий набій з магазина у камору коли затворна рама рухається вперед. Така циклічна дія буде триватиме до тих пір поки буде йти подача набоїв і не відбудеться осічка або заклинювання при подачі набоїв.
Затворні рами автоматичних/самозарядних пневматичних пістолетів працюють так само як і затворні рами вогнепальної зброї, окрім того, що вони використовують пневматичну енергію стисненого газу (зазвичай повітря, CO2, пропан або холодоагент) замість згоряння метального заряду. Оскільки пневматичні пістолети мають значно меншу дулову енергію ніж вогнепальна зброя, віддача для роботи затвора значно менша. Проте через використання куль без гільз, які потрібно екстрактувати (як у вогнепальній зброї), невеликий рух затворної рами є достатнім для перезаряджання зброї для наступного пострілу.
У більшості сучасних конструкцій пістолетів, коли магазин стає порожним, затворна затримка перехоплює та утримує затворну раму у задній позиції, у переднє положення її можно повернути лише натиснувши важіль затворної затримки.
Наявність затворної рами дозволяє автоматично заряджати камору та зводити курок/ударник з кожним пострілом, що є важливим у роботі пістолетів подвійної/одинарної дії. У безкурковихі та ударникових пістолетах, де не має зовнішнього курка для зведення, потрібно відтягнути назад всю затворну раму назад для зведення курка/ударника, якщо пістолет не зведено для стрільби.